# Bíbor galóca
A bíbor galóca (Amanita porphyria) a galócafélék családjába tartozó, Európában és Észak-Amerikában honos, inkább fenyvesekben élő, nyersen mérgező gombafaj.
Latin nevében a porphyria szó jelentése "lilába öltözött", mely a görög porphyrius melléknévből származik, valamint egy ritka betegség a porfíria neve is.

## Előfordulása
Európában és Észak-Amerikában elterjedt, Nagy-Britanniában, Írországban és Magyarországon ritka gombfaj. 
Európában egészen 1600 méter magasságig megtalálható. 
Lombos erdőkben ritkábban, inkább tűlevelű erdőkben fordul elő, a savanyú, tápanyagban szegény talajt kedveli. Fajtársainál több nedvességet igényel. Termőtestet júliustól október végéig fejleszt.
Egyenként vagy kis csoportokban nő.

## Megjelenése

### Kalapja
Általában 4-8 cm széles, bíborbarna, ibolyásszürke, idővel halványodó színű. Fiatalon harang alakú, majd kiterül, felületét letörölhető, ibolyásszürke, kevés, vékony, szabálytalan burokmaradvány borítja.
A kalap felszínén csak kevés burokmaradvány lehet.
Felszíne sima, selymes fényű, széles púppal a közepén. Széle nem bordás.

### Lemezei
Szabadon állók vagy kissé a tönkhöz illeszkedők, puhák, sűrűn állók és meglehetősen keskenyek. Színük fehéres vagy halvány sárgás szürke, az idősebb példányokon általában szürkék. Minden más galócától eltérően, a tönkre rá-, vagy kissé lefutnak.

### Spórái
7-10 µm méretű, fehér színű, sima felszínű, gömb-, vagy majdnem gömb alakú.

### Húsa
Fehéres vagy halvány krémszínű, a kalapbőr alatt ibolyáskék,
kemény és nagyon törékeny. Erős retek és csírázó burgonya szagú, íze kellemetlen.

### Tönkje
Maximum 9 cm magas és 1 cm vastag lehet, belseje üreges, színe fehéres, vagy a kalap színéhez hasonlóan vöröses, esetleg kissé lilásbarnás, néha kígyóbőrszerűen díszített. A gallér fehéres, vagy szürkéskék színű, vékony, sima, lelógó, széle néha feketés.
A tönk alja kerek és gumós, szürkésibolya vagy világosszürke, 2,5 cm széles bocskorral.

## Fogyaszthatósága
Nyersen mérgező, főzve kis mennyiségben ehető, de ennek pontos mennyiségére nincsen adat. Kellemetlen íze és szaga miatt nem is igazán használható étkezési célra.
Íze leginkább a romlott burgonyára hasonlít. 
Kimutatták benne a gyilkos galóca méreganyagát, valamint bufotenint, ami a szívműködést gyorsító (varangyméreg). Ez utóbbi alapos sütés-főzés hatására elbomlik.
Fogyasztása azért sem ajánlott, mert könnyen összetéveszthető mérgező rokonaival.

## Képgaléria
|  |  |  |  |

## Összetéveszthetősége
Azonosításánál fontos elkülönítő bélyegei az éles szegélyű, peremes gumó, a sima, szürkés, hártyás, nem bordás gallér, alatta a kígyóbőrszerű tönkrajzolat, valamint a burgonyaszag.
Hasonló fajok: szürke galóca, piruló galóca, párducgalóca, gyilkos galóca.
|  |  |  |  |

## További információ
- Bíbor galóca a Miskolci Gombász Egyesület (MIGE) honlapján